# III. Krúbi
A III. Krúbi Krúbi harmadik stúdióalbuma, amely 2023. november 17-én jelent meg. Ez az album az énekes független pályafutásának első jelentős munkája a Universal Music Hungarytől való távozása után, és jelentős változást képvisel Krúbi zenei pályáján. Az album a személyes fejlődés és a művészi kísérletezés szempontjából is kiemelkedő jelentőségű.

## Koncepció és tematika
Az III. Krúbi egy introspektív és kísérletező album, amely a politikai és társadalmi kritikák mellett személyes reflexiókat is tartalmaz. Az album koncepciója és borítója Zámbó Jimmy Számíthatsz rám című albumára utal, valamint Krúbi korábbi munkáira és zenei örökségére is reflektál. Az albumot Krúbi és Seaside készítették, akik a producerek és a mixerek is egyben, míg a mastering munkálatokat szintén Seaside végezte.
Krúbi a Recorder magazinnak adott interjújában elmondta, hogy 2022 eleje és 2023 eleje között terápián vett részt, ami jelentős hatással volt a lemez tartalmára és hangzására. A terápia és az énektanárhoz járás révén jelentős fejlődésen ment keresztül, amely az album vokál teljesítményén is tükröződik. Az album célja, hogy bemutassa Krúbi sokszínűségét és fejlődőképességét az utóbbi időben.

„„2022 elejétől 2023 elejéig jártam – életemben először – terápiára, és nagyjából az album is ebben az időszakban született. Az ember jó esetben élete végéig tanul és fejlődik, és vannak időszakok, amikor ez a fejlődés ugrásszerűbb – ez is ilyen volt. Az Ösztönlényen hallatszik, hogy az nem volt egy sokáig fenntartható állapot az életemben, és részben a terápia, részben a magam hatására megszületett az igény, hogy kilépjek abból a fogságból, amibe magamat ejtettem. [...] Ahogy terápiára, úgy énektanárhoz is elkezdtem járni, hogy a feltörő érzelmekhez a megfelelő énektechnikát is elsajátítsam. Azt gondolom, sokkal jobb énekes lettem, mint az Ösztönlényen voltam, pedig ott is próbálkoztam sokszínű lenni vokálban, mert nagyon inspirálóak számomra az olyan előadók, mint Mike Patton, aki folyamatosan feszegeti a határait.””

– Krúbi

## Zenei fejlődés és hatások
Az III. Krúbi az eddigi legjobbnak tartott vokális teljesítménye szerint, és Krúbi célja, hogy az album során bemutassa énektechnikájának fejlődését és sokszínűségét. Az album kísérletező hangzásával és személyes tematikájával új dimenziókat nyitott Krúbi zenei pályafutásában. A lemez születése előtt Krúbi terápiás kezelésen vett részt, amely jelentős hatással volt a lemez hangzására és tematikájára.
Az album további figyelemre méltó aspektusa, hogy Krúbi független előadóként készítette el, miután 2022-ben elvált a Universal Music Hungary-től, amely addig a menedzsmentje és kiadója volt. Az album bemutatja Krúbi fejlődését és elkötelezettségét a zenei és személyes fejlődés iránt.

## Megjelenés és promóció
Az album első single-je, Partyzán, 2023. június 8-án jelent meg, ezt követte a Krúbi Interjú című dal, amely 2023. július 14-én látott napvilágot. A harmadik single, Ganxsta Zolee Tehet Mindenről, november 3-án került bemutatásra. Az album borítója 2023. július 13-án lett leleplezve, a megjelenési dátumot pedig október 18-án tették közzé a közösségi médiában, míg a tracklist november 10-én jelent meg.
Az album megjelenésével Krúbi új pályafutásának kezdetét jelzi független előadóként, és a zenében rejlő új lehetőségeket kutatva folytatja munkásságát. Az album bemutató nagykoncertet január 28-án a Papp László Sportarénában tartja, ahol az előző hónapokban 80%-os jegyeladási arányt értek el.

## Az album dallistája
Az összes dal szerzője 
- Krúbi
- Seaside

. 
| III. Krúbi | III. Krúbi                          | III. Krúbi | III. Krúbi                         | III. Krúbi | III. Krúbi | III. Krúbi | III. Krúbi | III. Krúbi | III. Krúbi |
|            | Cím                                 | Szerző(k)  | Backing Vocals                     | Hossz      |            |            |            |            |            |
| ---------- | ----------------------------------- | ---------- | ---------------------------------- | ---------- | ---------- | ---------- | ---------- | ---------- | ---------- |
| 1.         | Partyzán                            | Krúbi      | Bödőcs Tibor Lovasi András         | 5:58       |            |            |            |            |            |
| 2.         | Mini Krúbi                          | Krúbi      | BEATó Thuróczy Szabolcs            | 4:32       |            |            |            |            |            |
| 3.         | A Tankcsapda Sem Hazudott Mindenben | Krúbi      | —                                  | 4:27       |            |            |            |            |            |
| 4.         | Krúbi Interjú                       | Krúbi      | Azahriah Beton.Hofi Fekete Giorgio | 5:13       |            |            |            |            |            |
| 5.         | Ganxsta Zolee Tehet Mindenről       | Krúbi      | Aza Ganxsta Zolee                  | 5:04       |            |            |            |            |            |
| 6.         | A Babám Zokog Az Ágyon              | Krúbi      | —                                  | 5:09       |            |            |            |            |            |
| 7.         | Tárgyalás A Nők Vezérigazgatójával  | Krúbi      | Sisi                               | 3:30       |            |            |            |            |            |
| 8.         | Szellemvasút                        | Krúbi      | —                                  | 6:16       |            |            |            |            |            |
| 9.         | Szex Krúbival                       | Krúbi      | Figura Young Bite                  | 6:15       |            |            |            |            |            |
| 46:28      |                                     |            |                                    |            |            |            |            |            |            |

## Közreműködő előadók
Producerek – Krúbi, Seaside
Szerzők – Figura, Krúbi
Hozzáadott énekek és vokálok – Influeszter, Még5, Sisi (HU) &Thuróczy Szabolcs
Háttér vokálok – AZA, Azahriah, Bödőcs Tibor, BEATó, Beton.Hofi, Csongor Bálint, Fekete Giorgio, Figura, Ganxsta Zolee, Lovasi András, ‌plo Persici & young B!TE
Koordinátor – Nagy Fruzsina
Szerzőjog – ©Krúbi
Forgalmazó  – Believe
Nagybőgős – Dobos András
Szerkesztő – Domonkos Balázs
Fuvolás – Michael Barber
Gitáros –Krúbi
Kiadó – Krúbi
Mastering hangmérnök – Seaside
Keverő hangmérnök – Seaside
Videó és médiafelvételek szerzőjoga – ℗Krúbi
Zongorista – Krúbi & Seaside
Termelési vezető (menedzsment) – Molnár Dorka
Szintetizátoros – Krúbi
Tombonista – István Szögi
Tubás   – Vaszkó György
Videó 2. rendezőasszisztens – Mosolygó Sára
Videó Animátor – Horváth Réka
Videó koncepció Illusztrátor – Krúbi
Videó rendező – Forró Boldizsár
Videó fókusz beállító – Ladányi Ádám
Videó sminkes – Völgyi Nikolett
Videó gyártási asszisztens – Herbály Blanka & Márky Anna
Videószett osztály  – Artim Rebeka & Óvári Panka
Videó VFX (Vizuális Effekt) művész – Tóth-Horgosi Gergely
Ének és rap vokálok – AZA, BEATó, Ganxsta Zolee, Krúbi  & Thuróczy Szabolcs